# هيكارو ميدوريكاوا
هيكارو ميدوريكاوا (緑川光 ميدوريكاوا هيكارو) هو مؤدي أصوات ياباني ولد في 2 مايو 1968 في أوتاوارا، توتشيغي.

## أدواره في السينما الأمريكية
- اقتل بيل الجزء 1 - بريتي ريكي

## أدواره في التوكوساتسو
- دينكو تشوجين غريدمان - غريدمان

## أدواره في الأنمي

### مسلسلات أنمي تلفزيونية
- التقرير المتنقل الجديد جاندام وينج - هيرو يوي
- سلام دانك - فادي
- حكاية سايونكوكو - شي سيران
- بيرسونا ترينيتي سول - أكيهيكو سانادا
- بليتش - ماكوتو كيبوني
- فيوتشر GPX سايبر فورميولا - ناوكي شينجو
- زعيم المحاربين - سيلفا
- زعيم المحاربين (2021) - سيلفا
- كاوبوي بيبوب - لين
- الفتاة الساحرة ليريكال نانوها - كيويا تاكاماتشي
- آوتلو ستار - توبيغيرا
- غريت تيتشر أونيزوكا - يوشيتو كيكوتشي
- شعلة ريكا - توكيا ميكاغامي
- فوشيغي يوغي - تاماهومي
- فايس كرويتز - شولديخ
- فايس كرويتز غلين - شولديخ
- طوكيو ميو ميو - كييتشيرو أكاساكا
- سلايرز - زلغاديس غرايوردز
- سلايرز نكست - زلغاديس غرايوردز
- سلايرز تراي - زلغاديس غرايوردز
- سلايرز ريفولوشن - زلغاديس غرايوردز
- سلايرز إيفولوشن-آر - زلغاديس غرايوردز
- كلاند - يوسكي يوشينو
- كلاند بعد القصة - يوسكي يوشينو
- سكرايد - ريوهو
- كود غياس: لولوش الثائر R2 - لي شينكي
- دراغون بول Z - آندرويد 16, بايكون
- دراغون بول Z كاي - تنشينهان، آندرويد 16
- دراغون بول سوبر - موهيتو
- فاينل فانتسي: أنليميتد - كلير
- شوت - شامل
- كاتاناغاتاري - سابي هاكوهي
- نبضات الملاك! - فيش سايتو
- فايري تايل - فيدالداس تاكا
- توغاينو نو تشي - شيكي
- المحقق كونان - اوتويا ايكاوا (الحلقة 184) , اواتاكي اوتويا (الحلقة 452)
- حفيد نوراريهيون: عاصمة الشياطين - هيديموتو كيكاين (الثالث عشر)
- فيت/زيرو - لانسر
- سينت سيا أوميغا - كوغا
- لوست يونيفرس - رايل كلايمور
- وورلد تريغر - سويا كازاما
- جبهة حاجز الدم - جيت أوبراين
- وورلد بريك السيف المقدس - لو زيشين
- بوكيمون - داميان، ماندي
- أنا ساكاموتو - ساكاموتو
- سيكاي-إيتشي هاتسوكوي - كانادي مينو
- إندماج الديجيمون - سبلاشمون
- معركة الأبراج - أوؤما
- مجموعة جونجي إيتو - الشاب الوسيم في مفترق الطرق
- إس إس إس إس.غريدمان - غريدمان
- توكين رانبو: هانامارو: الموسم الثاني - جوزومارو تسونيتسوغو
- ميزان نيل أدميراري - يوتاكا ناباري
- ون بنش مان - غارو
- بلاك كلوفر - زورا إيديالي، زارا إيديالي
- سيف قاتل الشياطين - شيطان المعبد
- ناروتو - أراشي
- كيشين هوكو ديمونبين - ماستر ثيريون
- أكا: قسم التفتيش الخاص بالقطاع 13 - باستيس
- كاكوشيغوتو - كازوهيرو فوجيتا
- شينكانسن هينكي روبو شينكاليون - شينبي إيزومي
- بلاتينوم إيند - بالتا
- سكيت - تشيري بلوسوم/كاورو ساكوراياشيكي
- إير ماستر - كوجي أوغاتا
- قداس ملك الورد - هنري
- داي الشجاع - رولين، أبولو
- ريني كوكوا - كيتشي إيواسي

### أنمي الإنترنت
- سجلات راغناروك - ثور

### أوفا أنمي
- التقرير المتنقل الجديد جاندام وينج: إندليس والتز - هيرو يوي
- فاير إمبلم: لغز الشعار - مارث

### أفلام أنمي
- مغامرة جوجو الغريبة: فانتوم بلاد - ديو براندو
- سلسلة أفلام بيرسونا 3 ذا موفي
  - بيرسونا 3 ذا موفي: #1 Spring of Birth - أكيهيكو سانادا
- دراغون بول Z: تجديد الدمج - بايكون
- دراغون بول Z: معركة الخوارق - تنشينهان
- داي الشجاع: القادة الستة الجدد - بليغان
- سلسلة أفلام كود غياس: لولوش الثائر
  - كود غياس: لولوش الثائر II الثورة - لي شينكي
  - كود غياس: لولوش الثائر III الملكية - لي شينكي
- AIR - يوكيتو كونيساكي
- CLANNAD - يوسكي يوشينو
- كرة سلة كوروكو LAST GAME - ناش غولد الابن
- سلام دانك (1994) - فادي
- سلام دانك: إلى لقب البطولة! - فادي
- سلام دانك: أقوى تحدي لفريق الصقور! - فادي
- سلام دانك: زئير روح لاعب كرة السلة! - فادي
- فيلم شينكانسن هينكي روبو شينكاليون: آلفا-إكس فائق السرعة الآتي من المستقبل - شينبي إيزومي

## أدواره في ألعاب الفيديو
- تيلز أوف ديستني - ليون ماغنوس
- تيلز أوف ذا وورلد: ريف يونايتيا - ليون ماغنوس
- بيرسونا 3 - أكيهيكو سانادا
- بيرسونا 3 فيس - أكيهيكو سانادا
- بيرسونا 3 بورتبل - أكيهيكو سانادا
- بيرسونا 4 أرينا - أكيهيكو سانادا
- بيرسونا 4 أرينا ألتيماكس - أكيهيكو سانادا
- بيرسونا Q شادو أوف ذا لابيرينث - أكيهيكو سانادا
- بيرسونا 3 دانسينغ إن مونلايت - أكيهيكو سانادا
- ديسيديا: فاينل فانتسي - فيريون
- ديسيديا 012: فاينل فانتسي - فيريون
- ديسيديا: فاينل فانتسي NT - فيريون
- سلسلة ألعاب سوبر روبوت وورز - ماساكي أندو, هيرو يوي
- سوبر سماش برذرز ميلي - مارث
- سوبر سماش برذرز براول - مارث
- سوبر سماش برذرز فور نينتندو 3دي إس و وي يو - مارث
- سوبر سماش برذرز ألتميت - مارث
- مغامرة جوجو الغريبة: فانتوم بلاد - ديو براندو
- سينت سيا أوميغا: ألتيميت كوزمو - كوغا
- دانغانرونبا V3: كيلينغ هارموني - رانتارو أمامي
- داينستي واريورز: جاندام - هيرو يوي
- غيلتي جير Xrd - بيدمان
- كيرورو آر بي جي: الفارس والمحارب والقرصان الأسطوري - راين
- دراغون كويست هيروز - كيريل
- دراغون كويست هيروز II - كيريل
- إيتاداكي ستريت: دراغون كويست آند فاينل فانتسي ثيرتيث أنيفيرساري - كيريل
- طوكيو ميراج سيشنز شارب إف إي - مارث

## أدواره في الدبلجة اليابانية
- روبي - ميركوري بلاك

## وصلات خارجية
- مدونة هيكارو ميدوريكاوا الرسمية  (جوال)
- هيكارو ميدوريكاوا على موقع IMDb (الإنجليزية)
- هيكارو ميدوريكاوا على موقع ميوزك برينز (الإنجليزية)
- هيكارو ميدوريكاوا على موقع قاعدة بيانات الفيلم (الإنجليزية)
- هيكارو ميدوريكاوا على موقع ANN person (الإنجليزية)